# Силвия Пинал
Силвия Пинал (на испански: Silvia Pinal) е мексиканска актриса, продуцент и политик.  Силвия е една от големите мексикански актриси от т.нар. златен период на мексиканското кино (1940 – 1960) и пионер в музикалния театър в Мексико. С Мария Феликс и Долорес дел Рио, Пинал представя една от най-важните женски фигури в мексиканските спектакли.
Пинал започва своята кариерата в тийнейджърските си години, за първи път в театър, а след е дебютът ѝ в киното през 1949 г. Получава признание като една от най-големите звезди на мексиканското кино заради участията си във филмите Un extraño en la escalera (1954), на режисьора Тулио Демичели, с когото изпълнява една дузина ленти с голям успех, които завладяват филмовата индустрия в Испания и Италия. Силвия Пинал получава международно признание чрез участията в известната трилогия с режисьора Луис Бунюел: Виридиана (1961), Ангелът унищожител (1962) и Симон Пустинника (1965). Носителка е на множество международни награди, включително четири награди Ариел за работата си в мексиканското кино.
В ролята си на актриса и продуцент на музикален театър, Пинал е главната героиня на изключително успешни постановки като Ring, Ring llama el amor (1958) Mame (1976), ¡Que tal Dolly! (1996) и Gypsy (1998), както и много други. В телевизията, Пинал участва и продуцира множество сериали и теленовели, като едни от най-мащабните са Silvia y Enrique (1968 – 1972) и Mujer casos de la vida real (1985 – 2008). Нейните дъщери и някои от техните потомци са влезли в света на изкуството, което прави Пинал главата на един от най-известните художествени родове в Мексико. Вече повече от шестдесет години е в центъра на обектива.

## Биография
Силвия Пинал Идалго е родена на 12 септември 1931 г. в Гуаймас, щата Сонора, дъщеря е на Мария Луиса Идалго Агилар (потомка, според някои източници на Мигел Идалго и Костиля, водач на движението за независимост на Мексико) и Моисес Паскел. Въпреки това, тя е отгледана от втория съпруг на майка ѝ, Луис Г. Пинал Бланко, журналист, военен и политик, наречен „El Caballero Pinal“ журналист, военен и политическ. Семейството живее в няколко градове в Мексико като Керетаро, Акапулко, Куернавака и Пуебла, като най-накрая се установяват в столицата Мексико. От страна на баща си, има три сестри – Мерседес, Беатрис и Еухения, с две от които Силвия никога не се запознава.
Една от първите ѝ работи в град Мексико е като секретар в рекламния отдел на фармацевтична компания, което ѝ позволява да се осъществява контакти с хора от радиото, които ѝ дават възможност да участва в записването на някои радиокомедии за радио „XEQ“, като Dos pesos la dejada и Сън в лятна нощ, след това започва да взима уроци по актьорско майсторство в изящните изкуства и пеене в академията. Като студентка Пинал е представена на актьора и режисьор Рафаел Банкелс, който я включва в няколко пиеси.
Силвия Пинал се омъжва четири пъти, и е майка на четири деца. Първият ѝ брак е с актьора и режисьор Рафаел Банкелс, с когото имат дъщеря – актрисата Силвия Паскел. Съюзът продължава от 1947 до 1952 г.
Малко след това започва връзка с Емилио Аскарага Милмо, бивш президент на мексиканската телевизионна компания Телевиса. Връзката им завършва след три години.
През 1961 г. Силвия се омъжва повторно за бизнесмена Густаво Алатристе. Плод на тази връзка е родила втората си дъщеря, актриса Виридиана Алатристе през 1963 г. Бракът им завършва с развод през 1967 г. Виридиана умира трагично през 1982 г. при автомобилна катастрофа в град Мексико.
Пинал е омъжена в периода 1967 – 1976 г. за певеца и актьор Енрике Гусман, който е с 11 години по-млад от нея, от когото ражда Алехандра Гусман, певица, и Луис Енрике Гузман, музикант.
Последния си брак сключва през 1982 г. с политика, тогава губернатор на Тласкала, Тулио Ернандес Гомес. Разделят се през 1995 г.
В крайна сметка, Силвия Пинал се превръща в главата на известен артистичен род, съставен от три дъщери (Силвия Паскел, покойната Виридиана Алатристе и Алехандра Гусман), както и от внучката си, актрисата и певица Стефани Салас (дъщеря на Силвия Паскел). Семейството на Пинал се състои и от Фрида София Моктесума (дъщеря на Алехандра), Виридиана Фраде (покойна дъщеря на Силвия Паскел), Вивиана и Хиордана Гусман (дъщери на Луис Енрике), както и двама правнуци: Мишел Салас (дъщеря Стефани и певеца Луис Мигел) и Камила (също дъщеря Стефани и бившия китарист на групата Санта Сабина).
През 1955 г., Пинал е увековечена в портрет от известния художник Диего Ривера, който заема специално място в резиденцията на Пинал в град Мексико.
Когато дъщеря ѝ, Алехандра Гузман, започва кариера като певица, през 1989 г., тя посвещава песен на майка си, озаглавена Bye Mama, която включена в едноименния албум.
През 2015 г. Силвия Пинал публикува автобиографията си, озаглавена Esta soy yo.

## Филмография

### Кино
- La Tercera Llamada (2013) ... Видалина Сантана
- El agente 00-P2 (2008) ... Рут (глас)
- Ya no los hacen como antes (2003) ... Ирене де Монтеалто
- A propósito de Buñuel (2000) ... Федра
- Modelo antiguo (1992) ... Ортенсия
- Pubis angelical (1982) ... Беатрис
- El niño de su mamá (1980) ... Ребека
- El canto de la cigarra (1980)
- Amor es veneno (1980) ... Флор
- Dos y dos, cinco (1980) ... Морелия Лопес
- Divinas palabras (1978) ... Мари
- México de mis amores (1977)
- Las mariposas disecadas (1977) ... Франсиска Ромо
- Los cacos (once al asalto) (1971) ... Руперта Бондар
- ¡Cómo hay gente sinvergüenza! (1971) ... Асусена
- Secreto de confesión (1971) ... Алисия
- Bang Bang... al hoyo (1970) ... София Агире
- Shark! (1970) ... Шерил Монкада
- Caín, Abel y el otro (1970) ... Леонора
- La mujer de oro (1969) ... Пеги
- Los novios (1969) ... Урсула
- La hermana Trinquete (1969) ... „Бързата“
- El amor de María Isabel (1968) ... Мария Исабел Санчес
- El cuerpazo del delito (1968) ... Магда Бустаманте / Енрикета Прадо
- El despertar del lobo (1968) ... Исабел
- La bataille de San Sebastian (1968) ... Елизабет
- 24 horas de placer (1968) ... Карлота
- María Isabel (1967) ... Мария Исабел Санчес
- La güera Xóchitl (1966) ... Вилма Исагире
- Juego peligroso (1966) ... Лена Андерсън
- Estrategia matrimonio (1966) ... Тереса
- La soldadera (1966) ... Ласара
- Симон Пустинника (1965) ... Алатристе
- Los cuervos están de luto (1965) ... Пиедад
- Buenas noches, año nuevo (1964) ... Катерина
- Ангелът унищожител (1962) ... Петра Ермин
- Виридиана (1961) ... Виридиана
- Adiós, Mimí Pompón (1961) ... Мими Помпон
- Maribel y la extraña familia (1960) ... Марибел Естрада
- Uomini e Nobiluomini (1959)
- Charlestón (1959) ... Талия
- Las locuras de Bárbara (1959) ... Барбара
- El hombre que me gusta (1958) ... Мартина Сандовал
- Una cita de amor (1958) ... Алина
- ¡Viva el amor! (1956) ... Нанди
- Desnúdate, Lucrecia (1958) ... Лукресия Корман
- Mi desconocida esposa (1958)
- Préstame tu cuerpo (1957) ... Уенди
- Dios no lo quiera (1957) ... Мария Гуадалупе
- Una golfa (1957) ... Мария Хосе
- La dulce enemiga (1956) ... Ампарито
- La adúltera (1956) ... Хеорхина
- Cabo de Hornos (1956) ... Лорена
- Teatro del crimen (1956) ... Татяна
- El inocente (1955) ... Мирна
- Locura pasional (1955) ... Роберта
- El vendedor de muñecas (1955)
- Historia de un abrigo de mink (1955) ... Лорена
- Pecado mortal (1954) ... Кристина
- Amor en cuatro tiempos (1954) ... Ана Мария Фернандес
- La sospechosa (1954) ... Илария
- La vida tiene tres días (1954) ... Вики
- Si volvieras a mí? (1954) ... Елия
- Historia de un abrigo de mink (1954) ... Бренда Корал Сорийо
- Hijas casaderas (1954) ... Хота
- Un extraño en la escalera (1954) ... Лаура
- Mis tres viudas alegres (1953) ... Силвия
- Yo soy muy macho (1953) ... Майра
- Si volvieras a mí (1953) ... Ванеса Ерера
- Las cariñosas (1953) ... Лупита
- Reventa de esclavas (1953) ... Ерика
- Cuando los hijos pecan (1952) ... Тенча Лопес
- Ahora soy rico (1952) ... Соня
- Un rincón cerca del cielo (1952) ... Соня
- Me traes de un ala (1952) ... Абигайл Кесада
- Doña Mariquita de mi corazón (1952) ... Пас / Хавиеритос
- El casto Susano (1952) ... Мими
- Sí... mi vida (1952) ... Делия Гусман
- Por ellas, aunque mal paguen (1952)
- Mujer de medianoche (1952) ... Клара
- La estatua de carne (1951) ... Лоренса Годой
- Una gallega baila mambo (1951) ... Кармина
- Azahares para tu boda (1950) ... Тота
- El amor no es negocio (1950) ... Хеорхина Саласар
- Recién casados... no molestar (1950) ... Кармен
- El amor no es ciego (1950) ... Ана
- La marca del zorrillo (1950) ... Исис
- El rey del barrio (1950) ... Кармелита
- La mujer que yo perdí (1949) ... Лаура
- Puerta, joven (El portero) (1949) ... Синтия
- Escuela para casadas (1949) ... Милена Рубио
- El pecado de Laura (1948) ... Лаура Саенс
- Bamba (1948) ... Бамба

### Теленовели

#### Като актриса
- Сърцето никога не греши (2019) ... доня Имелда Сиера Калвийо вдовица де Корсега
- Силвия Пинал, пред теб (2019) ... себе си (разказвач)
- Съпругът ми има семейство (2017 – 2019) ... доня Имелда Сиера Калвийо вдовица де Корсега
- Семейство с късмет (2011) ... себе си
- Желязната дама (2010) ... Исабел Ранхел вдовица де Дорантес
- Огън в кръвта (2008) ... Санта
- Любов без грим (2007)
- Aventuras en el tiempo (2001) ... себе си
- Ангелско личице (2000 – 2001) ... Лусия
- Право на любов (1998 – 1999) ... себе си
- Любовни връзки (1995 – 1996) ... себе си
- Eclipse (1984) .... Магда
- Mañana es primavera (1982) ... Аманда Серано
- ¿Quién? (1973) ... Мирна / Соня
- Los Caudillos (1968) ... Химена

#### Като продуцент
- Mujer, casos de la vida real (1985 – 2007)
- Tiempo de amar (1987)
- Eclipse (1984)
- Cuando los hijos se van (1983)
- Mañana es primavera (1982)

### Сериали
- Mujeres asesinas (2009) ... Инес
- Una familia de diez (2007) ... себе си
- Diseñador de ambos sexos (2001).... себе си
- Mujer, casos de la vida real (1985 – 2007)
- ¡Ahora, Silvia! (1976 – 1978)
- Silvia y Enrique (1968 – 1972)
- Con los brazos abiertos (1952)

### Театър

#### Като актриса (избрано)
- Los caprichos de Goya (1947)
- Un sueño de cristal (1949)
- Celos del aire (1950)
- Don Juan Tenorio (1950)
- Cuarto para vivir (1950)
- El cuadrante de la soledad (1950)
- Divorciémonos (1951)
- La Sed (1954)
- Anna Christie (1955)
- Desnúdate, Lucrecia (1957)
- Sube y baja para dos (1957)
- Ring, ring llama el amor (1958)
- Irma la dulce (1964)
- Cualquier miércoles (1965)
- Mame (1972) (1985) (1989)
- Annie Es Un Tiro (1976)
- Plaza Suite (1978)
- Sueños de cristal (1980)
- La señorita de Tacna (1985)
- El año próximo, a la misma hora (1985)
- Anna Karenina (1986)
- Leticia y Amoricia (1991)
- ¡Que tal Dolly! (1996)
- Gypsy (1998)
- Debiera haber obispas (2005)
- Adorables enemigas (2008)
- Amor, dolor y lo que traía puesto (2012)

#### Като продуцент
- A Chorus Line (1989)
- Cats (1991)
- La jaula de las locas (1993)

## Награди и номинации
Награди Ariel
| Година | Категория    | Филм                      | Резултат   |
| ------ | ------------ | ------------------------- | ---------- |
| 1953   | Женски образ | Un rincón cerca del cielo | Печели     |
| 1956   | Актриса      | Un extraño en la escalera | Номинирана |
| 1957   | Актриса      | Locura pasional           | Печели     |
| 1958   | Актриса      | La dulce enemiga          | Печели     |
| 2008   | Златен Ариел | Ariel de oro              | Печели     |

Награди Diosa de Plata PECIME
| Година | Категория | Филм                          | Резултат |
| ------ | --------- | ----------------------------- | -------- |
| 1965   | Специална | Por su labor en el extranjero | Печели   |
| 1966   | Актриса   | Los cuervos están de luto     | Печели   |
| 1978   | Актриса   | Divinas palabras              | Печели   |
| 2009   | Специална | Цялостно творчество           | Печели   |

Награди TVyNovelas (Мексико)
| Година | Категория               | Теленовела                | Резултат   |
| ------ | ----------------------- | ------------------------- | ---------- |
| 2018   | Най-добра първа актриса | Съпругът ми има семейство | Печели     |
| 2011   | Най-добра първа актриса | Желязната дама            | Номинирана |
| 1983   | Най-добра актриса       | Mañana es primavera       | Печели     |

Специални награди на TVyNovelas (Мексико)
- Специална награда „Живот в теленовела“ (2012)
- Специална награда „Силвия Пинал“ за Mujer, casos de la vida real (2007)

| Годена | Категория                   | Сериал                       | Резултат   |
| ------ | --------------------------- | ---------------------------- | ---------- |
| 2001   | Най-добър драматичен сериал | Mujer, casos de la vida real | Печели     |
| 2002   | Най-добър драматичен сериал | Mujer, casos de la vida real | Печели     |
| 2006   | Най-добър сериал            | Mujer, casos de la vida real | Номинирана |

Специални награди на TVyNovelas (Мексико)
- Най-добрър сериал, излъчен в продължение на 5 последователни години Mujer, casos de la vida real (1991): Силвия Пинал.

В продължение на 10 години в ефир (1996): Mujer, casos de la vida real
- Най-добър телевизионен сериал със социално съдържание (2005) – Mujer, casos de la vida real
- Сериал с най-продължително излъчване Mujer, casos de la vida real (2007): Силвия Пинал.

Награди GLAAD 2009
| Категория        | Сериал                      | Резултат |
| ---------------- | --------------------------- | -------- |
| Най-добър сериал | Mujer casos de la vida real | Печели   |